# Ides Meire
Ides Meire (Antwerpen, 21 november 1984) is een Vlaams acteur.
Meire ging naar het kunstsecundair onderwijs en behaalde daar zijn diploma's. Reeds vanaf jonge leeftijd acteerde hij in diverse films als Man van staal, Manneken Pis en Any Way the Wind Blows, en televisieseries als Terug naar Oosterdonk, De Parelvissers, Emma en De Kus. Ook nam hij in 2002 een gastrol in Recht op Recht op zich en had hij in 2005 een gastrol in Witse. Tevens heeft hij een bijrol gespeeld in de VTM-serie Sara als het naakt-model Sven. Hij was eveneens te zien in het familiedrama Katarakt als Pieter Hendrickx.
Van september 2009 tot juni 2010 was hij te zien in de VTM-telenovelle David. Daarin speelde hij de rol van Robby Stevaert.

## Privé
Meire had een tijd een relatie met Karlijn Sileghem, die zijn moeder vertolkte in Katarakt. In 2008 kregen ze samen een zoon. Het koppel ging in 2014 uit elkaar.